# Yuliya Polishchuk
Yuliya Polishchuk (ucraniano: Юлія Поліщук; 14 de marzo de 1983) es una diseñadora de moda radicada en Londres que nació en Ucrania.

## Trayectoria
Polishchuk lanzó MissU en 2012. "Muy a menudo, las mujeres ocultan su verdadero "yo" y tienen miedo de que el mundo lo sepa. Intento crear cosas con una verdadera identidad y elegancia", explicó la diseñadora durante una entrevista.
Siguiendo esta consigna, en marzo de 2013 Yuliya Polishchuk presentó una nueva línea de vestidos de noche bajo su propio nombre, que ha sido reconocida por el público y los críticos de moda en Ucrania. Una mujer de Yuliya Polishchuk es sofisticada y elegante. Desde marzo de 2012, Polishchuk es residente de la Semana de la Moda de Ucrania en Kiev. Actualmente su portafolio incluye dos marcas de moda diferentes. La marca MissU se ha desarrollado específicamente para mujeres jóvenes: traviesas y reflexivas, descuidadas y serias, pero al mismo tiempo femeninas y románticas. Mientras, la marca Yuliya Polishchuk está dedicada a mujeres seguras de sí mismas y con éxito, cuyo estilo único y encantador se realza con elegantes y exclusivos vestidos de noche.
El trabajo de Yuliya se presentó por primera vez en febrero de 2009, durante el Sunrise in Baku Fashion Project, que se emitió durante un mes en Fashion TV (Europa, América y Oriente Medio), BBC Azeri, y MTV, y durante el cual el trabajo de Yuliya acaparó gran parte de la atención durante el programa.

## Otras actividades
Yuliya Polishchuk apoya activamente programas educativos y estudiantiles en la industria de la moda, y regularmente imparte conferencias en universidades de Londres y Kiev. Recientemente, la diseñadora inició Fashion Move On, un proyecto artístico único que dirige en colaboración con la Semana de la Moda de Ucrania. El proyecto fue creado para apoyar y desarrollar colaboraciones entre diseñadores, cineastas y artistas contemporáneos. La colaboración se produjo en forma de cortometrajes que se presentaron oficialmente a la prensa y al público durante la Semana de la Moda de Ucrania.